# Paix de Zsitvatorok

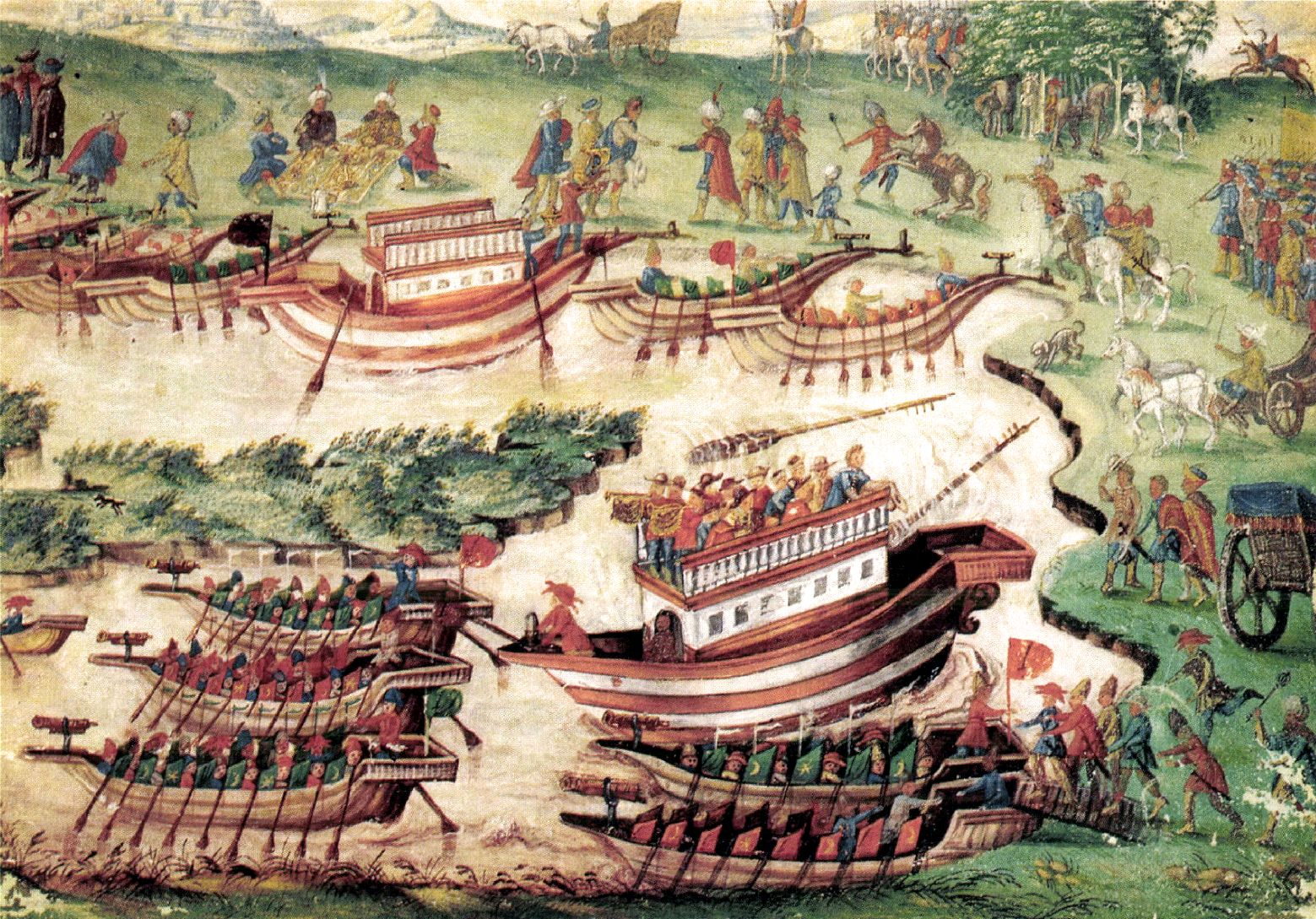
Peace Negotiations in Zsitvatorok, tempera sur papier, 1606 (Otto Herman Museum).

La paix de Zsitvatorok (hongrois : Zsitvatoroki béke ; slovaque : Žitavský mier ; turc : Zitvatorok Antlaşması) est un traité de paix qui a conclu la guerre de Treize Ans entre l'Empire ottoman et la monarchie de Habsbourg le 11 novembre 1606.

## Contexte
Le traité de Zsitvatorok est signé à la fin de la Longue Guerre entre l'empire ottoman et la monarchie de Habsbourg, qui se termine sans qu'aucun des deux belligérants ne l'emporte.

## Contenu du traité
Le traité de Zsitvatorok fait partie d'un système de traités de paix qui a mis un terme à l'insurrection anti-Habsbourg d'Étienne II Bocskai.
Le traité est signé en Hongrie royale, à l'ancienne confluence de la rivière Zsitva (en) (actuelle Žitava), un affluent du Danube, sur le site du village de Zsitvatorok (hu) (actuelle Žitavská Tôň) rattaché de nos jours à la commune de Radvaň nad Dunajom en Slovaquie.
Le traité a été interprété de différentes manières par les historiens diplomatiques. Un point qui a été beaucoup débattu est de savoir si dans la langue du traité, les Ottomans ont reconnu le souverain Habsbourg comme diplomatiquement égal au sultan ottoman ou non. Les différences entre les textes turcs et les textes hongrois du traité ont encouragé diverses interprétations : ainsi les Hongrois offrent 200 000 forints comme indemnité de guerre (au lieu d'un tribut annuel de 30 000 forints versé avant la guerre), alors que le texte ottoman prévoyait que le paiement devait être répété tous les trois ans.
De même, le traité nomme le souverain Habsbourg « empereur » et non plus « roi de Vienne » comme cela était la tradition auparavant dans les traités austro-ottomans. Il s'agit d'une évolution majeure, puisque pour la première fois les Habsbourg sont reconnus comme l'égal du Sultan. Toutefois, cette question de l'appellation du souverain Habsbourg reste conflictuelle jusqu'au XVIIIe siècle.
Le traité interdit les campagnes de pillage ottoman du territoire de la Hongrie royale, et stipule que les établissements hongrois sous la domination ottomane pourraient percevoir des impôts eux-mêmes par des juges de village. Les Ottomans ont également reconnu l'impôt libre sur le privilège des nobles. Les Ottomans ne se sont cependant jamais vraiment conformés à ces dispositions[réf. nécessaire].
Le traité a été signé par le sultan Ahmet Ier et l'archiduc Matthias d'Autriche, malgré une forte opposition de la part de l'empereur Rodolphe II, frère de Mathias.
L'incapacité de l'Empire ottoman à pénétrer plus avant dans le territoire des Habsbourg (Hongrie royale) au cours de la Longue Guerre fut l'une de ses premières défaites géopolitiques, forçant les Ottomans à revoir la manière dont ils considéraient leurs relations avec des États non musulmans, c'est-à-dire non plus uniquement comme des ennemis « infidèles », mais comme des égaux,.

## Conséquences
Le traité prévoit une période de paix de 20 ans, mais il a ouvert une longue période d'une soixantaine d'années entre les deux empires sans confrontation militaire. Cependant, le traité stabilise les conditions de la frontière entre les Habsbourg et les Ottomans pendant un demi-siècle pour le bénéfice des deux parties.
Les Habsbourg sont confrontés à une opposition intérieure grave les années suivantes et les Ottomans, en dehors d'une rébellion interne, ont des conflits ouverts dans d'autres États à leurs frontières (la Pologne, l'Iran et en régence d'Alger).
En raison de différences dans les formulations d'une langue à l'autre, et à la suite de l'élection de Matthias II roi de Hongrie, le traité est renouvelé à sept reprises, notamment en 1610, 1612, 1614 et 1615, puis en 1627 et en 1647. Cela s'explique par une volonté mutuelle de maintenir la paix entre les deux empires, car cette situation s'avère bénéfique pour les Ottomans comme pour les Habsbourg qui n'ont pas les moyens de s'impliquer dans un nouveau conflit armé. Néanmoins, pendant la guerre de Trente Ans, les négociations pour parvenir à un compromis s'avèrent compliquées et les tensions militaires à la frontière sont fortes.
En 1615, le traité est traduit en allemand, turc et hongrois et signé par les représentants des deux souverains (Ahmet Ier et Matthias II) à Vienne. Une traduction en latin, faite à partir de la version hongroise, est également réalisée. La paix de Zsitvatorok est complétée par le traité de Komárom en 1618.
En 1627, le traité est renouvelé et chaque camp envoie une représentation diplomatique chez l'autre, afin de consolider la paix.